# Cardamine pensylvanica
Cardamine pensylvanica är en korsblommig växtart som beskrevs av Henry Ernest Muhlenberg. Cardamine pensylvanica ingår i släktet bräsmor, och familjen korsblommiga växter. Inga underarter finns listade i Catalogue of Life.

## Bildgalleri

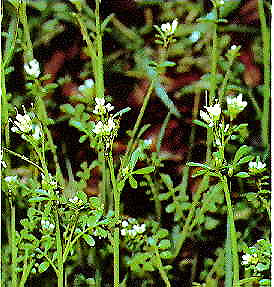